# Sinemurium
| ❮ | System  | Serie      | Stufe         | ≈ Alter (mya) |
| ❮ | später  | später     | später        | jünger        |
| - | ------- | ---------- | ------------- | ------------- |
| ❮ | J u r a | Oberjura   | Tithonium     | 145 ⬍ 152,1   |
| ❮ | J u r a | Oberjura   | Kimmeridgium  | 152,1 ⬍ 157,3 |
| ❮ | J u r a | Oberjura   | Oxfordium     | 157,3 ⬍ 163,5 |
| ❮ | J u r a | Mitteljura | Callovium     | 163,5 ⬍ 166,1 |
| ❮ | J u r a | Mitteljura | Bathonium     | 166,1 ⬍ 168,3 |
| ❮ | J u r a | Mitteljura | Bajocium      | 168,3 ⬍ 170,3 |
| ❮ | J u r a | Mitteljura | Aalenium      | 170,3 ⬍ 174,1 |
| ❮ | J u r a | Unterjura  | Toarcium      | 174,1 ⬍ 182,7 |
| ❮ | J u r a | Unterjura  | Pliensbachium | 182,7 ⬍ 190,8 |
| ❮ | J u r a | Unterjura  | Sinemurium    | 190,8 ⬍ 199,3 |
| ❮ | J u r a | Unterjura  | Hettangium    | 199,3 ⬍ 201,3 |
| ❮ | früher  | früher     | früher        | älter         |

Das Sinemurium (auch Sinemur, oder seltener auch Sinemurien) ist in der Erdgeschichte eine chronostratigraphische Stufe des Juras. In der geochronologischen Gliederung der Erdgeschichte entspricht dies in etwa dem Zeitraum von 199,3 bis 190,8 Millionen Jahren. Das Sinemurium folgt auf das Hettangium, es wird vom Pliensbachium abgelöst.

## Namensgebung und Geschichte
Das Sinemurium wurde nach dem lateinischen Namen Sinemurum Briennense castrum von Semur-en-Auxois (Département Côte-d’Or) in Burgund (Frankreich) benannt. Die Stufe und der Name wurden von Alcide Dessalines d’Orbigny 1842 vorgeschlagen.

## Definition und GSSP

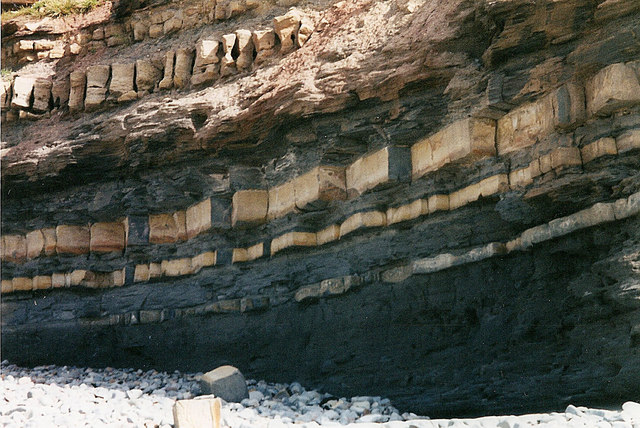
Kliff in der Nähe des GSSP bei East Quantoxhead

Der Beginn des Sinemuriums wird durch das Erstauftreten der Ammoniten-Gattungen Vermiceras und Metophioceras festgelegt. Die Obergrenze (und damit die Untergrenze des Pliensbachiums) bildet das erste Auftreten der Ammoniten-Art Bifericeras donovani und der Ammoniten-Gattung Apoderoceras. Zum GSSP (= "Global Stratotype Section and Point", entspricht etwa einem Typprofil) wurde ein Profil in einem Kliff nördlich der Ortschaft East Quantoxhead bestimmt. Die Ortschaft liegt ungefähr 6 km östlich von Watchet (Somerset, England).

## Untergliederung des Sinemuriums

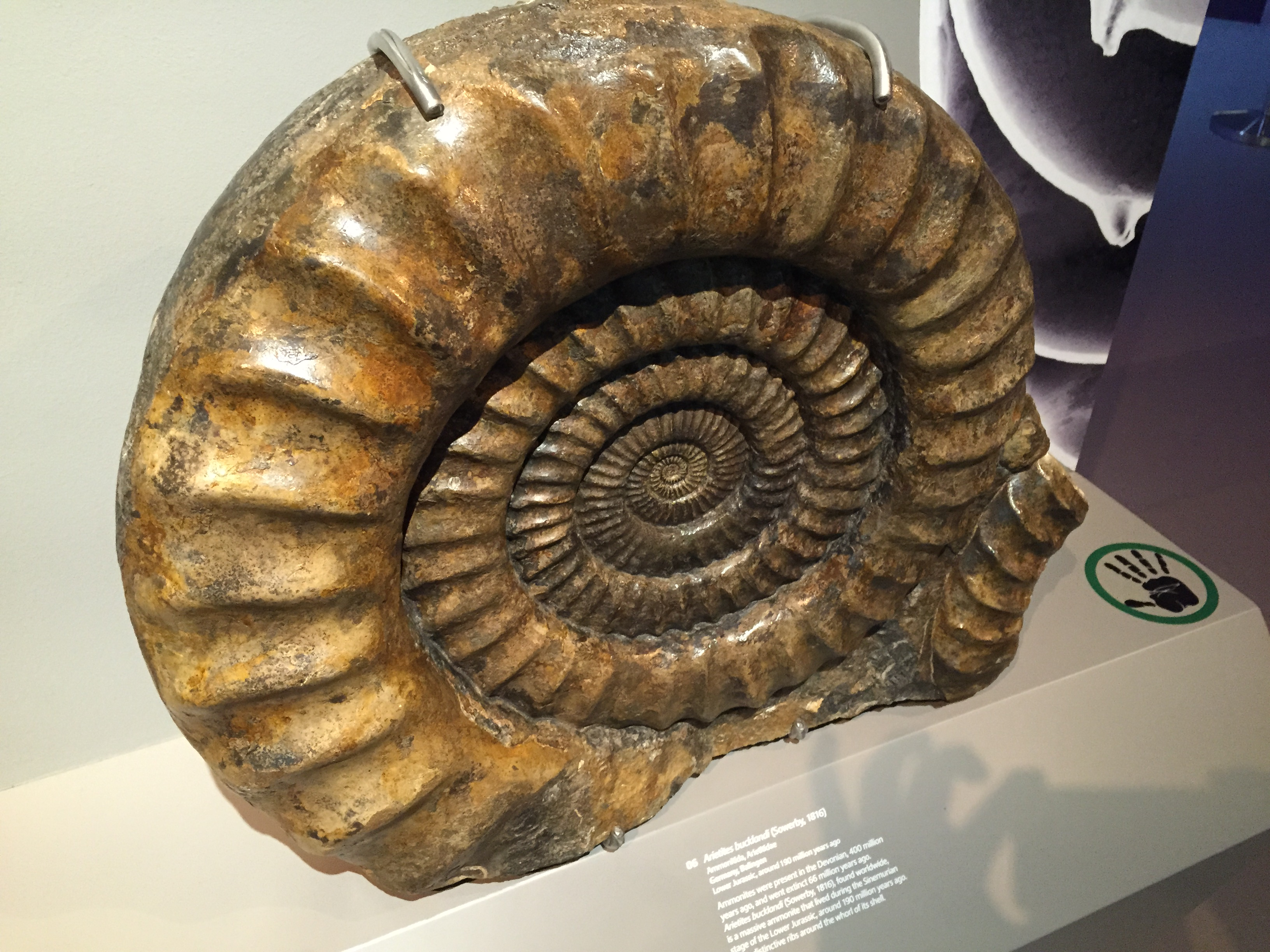
Arietites bucklandi aus Balingen

Das Sinemurium wird im Tethysbereich biostratigraphisch in sechs Ammonitenzonen (vom Hangenden zum Liegenden) untergliedert:
- Raricostatum-Zone nach Echioceras raricostatum
- Oxynotum-Zone nach Oxynocticeras oxynotum
- Obtusum-Zone nach Asteroceras obtusum
- Turneri-Zone nach Caenisites turneri
- Semicostatum-Zone nach Arnioceras semicostatum
- Bucklandi-Zone nach Arietites bucklandi

Das Sinemurium setzt sich aus zwei Unterstufen zusammen, wobei das obere Sinemurium regional auch als Lotharingium (abgeleitet von Lothringen) bezeichnet wird. Die Grenze zwischen den beiden Unterstufen befindet sich an der Basis der Obtusum-Zone.

## Meeresspiegel
Der Meeresspiegel zeigte im Sinemurium generell ansteigende Tendenz. Darüber legte sich ein Muster aus Transgression-Regression-Transgression. Die Regression Si 3 liegt an der Grenze vom unteren zum oberen Sinemurium, die erste Transgression gipfelt in der Arnioceras semicostatum-Ammonitenzone, die zweite an der Wende zum Pliensbachium.

## Chemische Stratigraphie

### Kohlenstoffisotopen
Die δ13C-Werte steigen von ihrem Minimum um 1 ‰ (PDB) zu Beginn des Sinemuriums auf einen Maximalwert bei 4 ‰ zu Beginn des Lotharingiums an, um dann wieder auf 2 ‰ am Ende der Stufe zurückzufallen. Der Anstieg ist mit erhöhter organischer Kohlenstoffproduktion assoziiert.

### Sauerstoffisotopen
Die Werte für δ18O sind generell leicht ansteigend, und zwar von - 2 ‰ (PDB) bis - 1 ‰. Dies deutet auf stetige, allmähliche Abkühlung im Verlauf des Sinemuriums.

### Strontiumisotopen
Das Verhältnis 87Sr/86Sr im Meerwasser war stark rückläufig, und zwar von 0.7077 bis 0.7074. Dies zeigt verminderte Kontinentalität an bzw. erhöhte vulkanische Aktivität, wahrscheinlich im Zusammenhang mit dem sich öffnenden Nordatlantik.

## Biostratigraphie

### Dinoflagellaten
Im borealen Bereich bildet das Sinemurium Teil der oberen Dinoflagellatenzone Dpr und des unteren Abschnitts von Lva (bzw. der Zonen DSJ1, DSJ2 und DSJ3). Die Obergrenze der Stufe wird durch das letztmalige Auftreten (LAD) der Zyste Liasidium variable definiert. Ihr letztes Auftreten hat ferner die Zyste Dapcodinium priscum am Ende der Caenisites turneri-Ammonitenzone, gleichzeitig tritt hier Liasidium variable zum ersten Mal auf (FAD).

### Kalkhaltiges Nannoplankton
Das Sinemurium gehört zu den Nannoplanktonzonen NJ2a, NJ2b und NJ3. Zu Beginn der Stufe erscheint zum ersten Mal das Taxon Parhabdolithus liasicus. Zu Beginn von NJ2b verschwindet Parhabdolithus marthae. Die Untergrenze von NJ3 wird durch das Ersterscheinen von Crepidolithus crassus definiert.

### Foraminiferen
Für das Sinemurium lassen sich drei Foraminiferenzonen unterscheiden. In der unteren treten auf: Lenticulina inaequistriata, Ichthyolaria muelensis und Ichthyolaria sulcata. Ferner vorhanden in dieser Zone sind Denticulina fasciata und Nodosaria issleri (treten gegen Ende der Coroniceras bucklandi-Zone zum ersten Mal auf), Lenticulina quadricostata (verschwindet während der Caenisites turneri-Zone) und Lenticulina radiata (tritt während der Arnioceras semicostatum-Zone zum ersten Mal auf). Im mittleren Abschnitt kann mit Beginn der Echioceras raricostatum-Ammonitenzone die Foraminiferenzone Marginulina spinata ausgewiesen werden. Bereits kurz vor Ende des Sinemuriums setzt eine noch nicht bezeichnete dritte Zone ein, die ins Pliensbachium überleitet.
Bei den Großfomen lasen sich zwei Zonen erkennen. Die untere Zone wird von Involutina liassica dominiert. Die obere Zone teilen sich Lituosepta compressa, Orbitopsella praecursor und Paleomayncina termieri, die mit Beginn der Asteroceras obtusum-Zone erstmals erscheinen.

## Fossilien

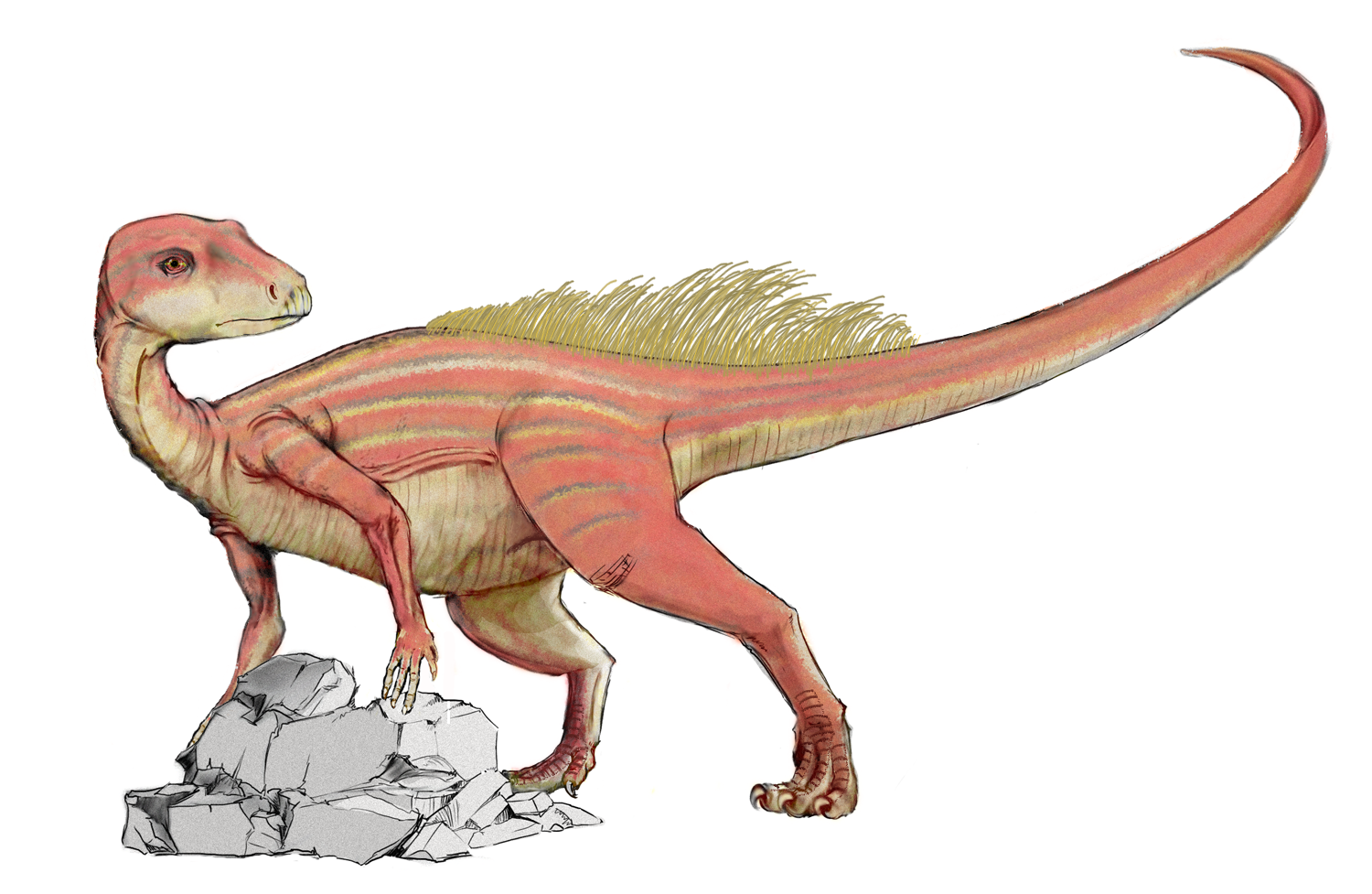
Abrictosaurus

Die Meere wurden von den Ichthyosauriern mit den Taxa Ichthyosaurus, Leptonectes und Temnodontosaurus sowie den Plesiosauriern mit den Taxa Eretmosaurus und Plesiosaurus bevölkert.
Auf dem Festland hatten die Dinosaurier eine beherrschende Stellung inne. Unter den Vogelbeckensaurier (Ornithischia) finden sich Abrictosaurus, Fabrosaurus, Geranosaurus, Lanasaurus, Lusitanosaurus, Lycorhinus, Merosaurus, Scelidosaurus, Stormbergia und Tatisaurus. Die Theropoden waren mit Dilophosaurus, Sarcosaurus, Saltriosaurus und Sinosaurus vertreten.
Innerhalb der Klasse der Synapsiden ist der Cynodontia Bienotherium zu erwähnen.
Erste frühe Säugetiere sind Hadrocodium und Kueneotherium.

## Vorkommen

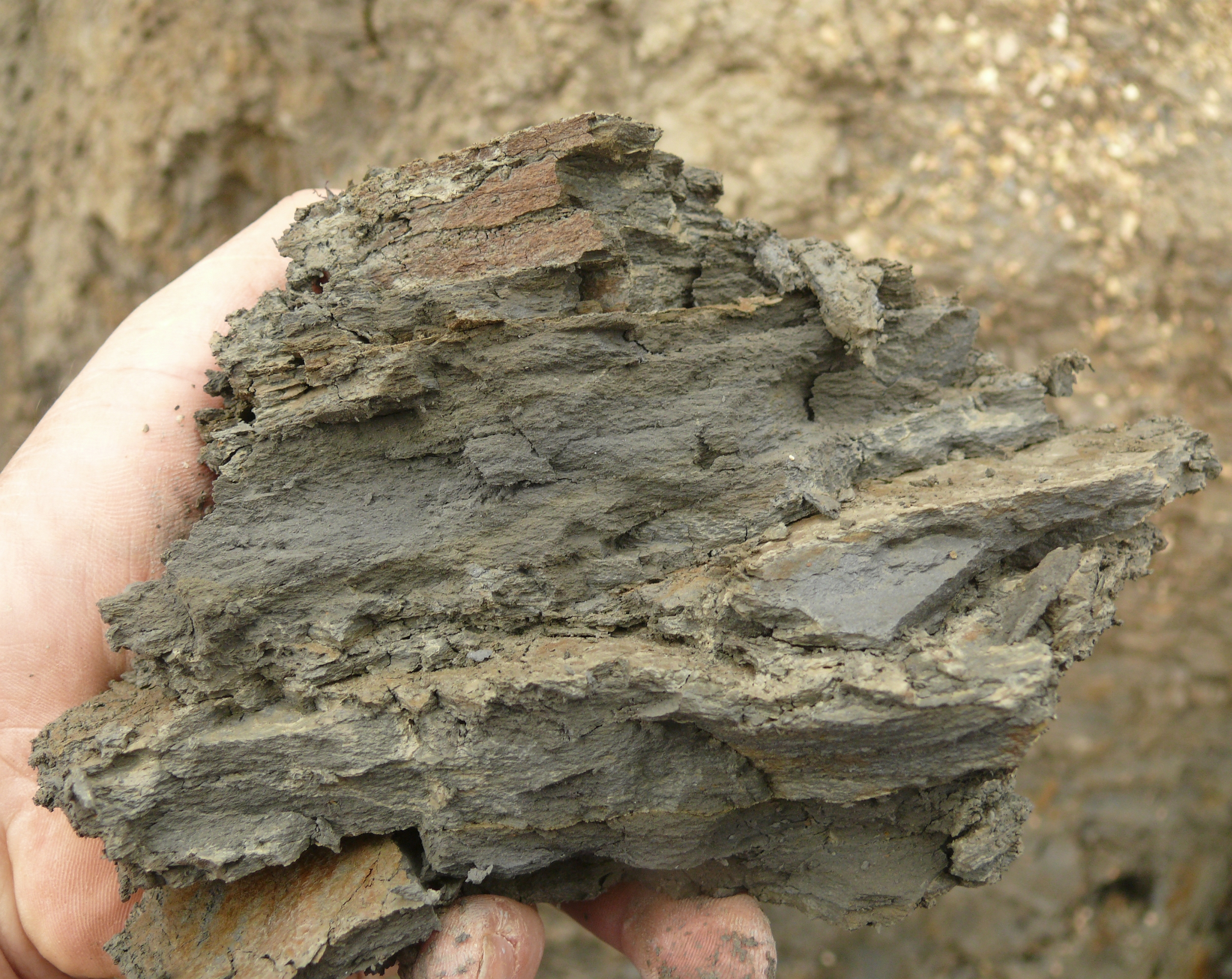
Obtususton aus Hüttlingen

Beispiele für Formationen des Sinemuriums mit den dazugehörigen Sedimentationsräumen sind:
- China: Lufeng-Formation
- Deutschland:
  - Nördliche Kalkalpen: Scheibelberg-Formation
  - Nordwestdeutschland: Arieten-Schichten, Raricostaten-Schichten
  - Süddeutschland: Arietenkalk-Formation, Obtususton-Formation - Gryphaeensandstein-Formation
- England: Blue-Lias-Formation, Charmouth-Mudstone-Formation
- Frankreich:
  - Aquitanisches Becken: Basale Transgressionssequenz des Hettangiums und Sinemuriums
  - Pariser Becken: Argiles à Promicroceras, Calcaire à gryphées und Calcaires ocreux -
- Indien: Kota-Formation
- Italien: Graue Kieselkalke in den Südalpen
- Lesotho: Upper-Elliot-Formation, Stormberg-Serie
- Österreich:
  - Engadiner Fenster: Steinsberger Lias
  - Flyschzone: Gresten-Formation
  - Nördliche Kalkalpen: Adnet-Formation, Allgäu-Formation bzw. Fleckenmergel, Dürrenberg-Formation, Eisenspitzbrekzie, Enzesfelder Kalk, Scheibelberg-Formation, Hierlatzkalk, Kalksburger Schichten, Kirchsteinkalk und Liaskieselkalk
  - Südkarawanken: Hahnkogel-Formation
  - Tauern-Fenster: Hochstegenquarzit und Schwarzkopfquarzit
- Schweiz: Gryphitenkalk im Schweizer Jura
- Simbabwe: Forest Sandstone
- Südafrika: Clarens-Formation und Upper-Elliot-Formation in der Kapprovinz
- Vereinigte Staaten: Kayenta-Formation